# HD 210702
HD 210702 es una estrella subgigante naranja (tipo espectral K1IV) localizada a 183 años luz de la Tierra en la constelación de Pegaso. Posee una masa de 1,85 masas solares y un radio de 4,45 radios solares. Con una magnitud aparente de 5,939, está próxima del límite visible al ojo humano, pero con prismáticos puede ser vista fácilmente.
En abril de 2007 fue descubierto un planeta extrasolar orbitando HD 210702, a partir de observaciones hechas en los observatorios Lick y Keck. Ese planeta tiene al menos dos veces la masa de Júpiter y orbita la estrella a una distancia media de 1,17 UA con un período orbital de 341 días.
| Acompañante (En orden desde la estrella) | Masa (MJ) | Período orbital (días) | Semieje mayor (UA) | Excentricidad |
| ---------------------------------------- | --------- | ---------------------- | ------------------ | ------------- |
| HD 210702 b                              | >2,0      | 341,1                  | 1,17               | 0,152 ± 0,08  |